# 亨利-亞歷山大·德朗達爾
亨利-亞歷山大·德朗達爾（法語：Henri-Alexandre Deslandres，法語發音：[ɑ̃ʁi alɛksɑ̃dʁ delɑ̃dʁ]，1853年7月24日—1948年1月15日）是一名法國天文學家，也是默東天文台和巴黎天文台的台長，他對太陽大氣的行為進行了深入的研究。

## 生平
德朗達爾在綜合理工學院就讀時，正值普法戰爭的餘波和巴黎公社的混亂時期，因此在1874年畢業時，他為了應對與新興德國之間持續的軍事緊張局勢，便投身軍事生涯。1881年，他辭去職務，加入阿爾弗雷德·科爾尼在綜合理工學院的實驗室，從事光譜學研究。他在巴黎大學繼續他的光譜學工作，並於1888年獲得博士學位，並創造了德朗達爾表，從譜線中找到與約翰·巴耳末的工作相似的數字模式，並在20世紀催化了量子力學的發展。
1868年，皮埃爾·讓森的太陽觀測結果讓他向法國科學院匯報：「[在天文學中]佔主導地位的不再是幾何學和力學，而是物理學和化學。這樣的建議遭到巴黎天文台台長于爾班·勒威耶的嚴厲拒絕，法國政府頒發獎金給讓森，讓他在巴黎郊外的默東建立天體物理天文台，並由讓森擔任唯一的天文學家。1889年，埃內斯特·穆謝繼任勒威耶的職位，並聘請德朗達爾將天體物理學帶入主流。德朗達爾與喬治·海耳同時開發了太陽單色光照相儀。
1898年，他加入讓森的默東天文台，使科學人員增加了100%。在讓森於1907年逝世後，德朗達爾成為總監，並展開擴展計劃。1907年至1909年間，德朗達爾擔任法國天文學會會長。1914年第一次世界大戰爆發時，儘管已經60多歲，他仍以少校的身份回到工程師隊伍服役，後來成為中校。1918年停戰後，他重新回到默東工作，直到1926年默東天文台與巴黎天文台合併，穆謝擔任兩個天文台的台長，直到1929年退休。
直到去世，他仍然活躍於研究。天文學家雷蒙德·米哈爾德（Raymond Michard）認為，德朗達爾的舉止、性格和生活方式都更像一位士兵（和軍官），而非學者。

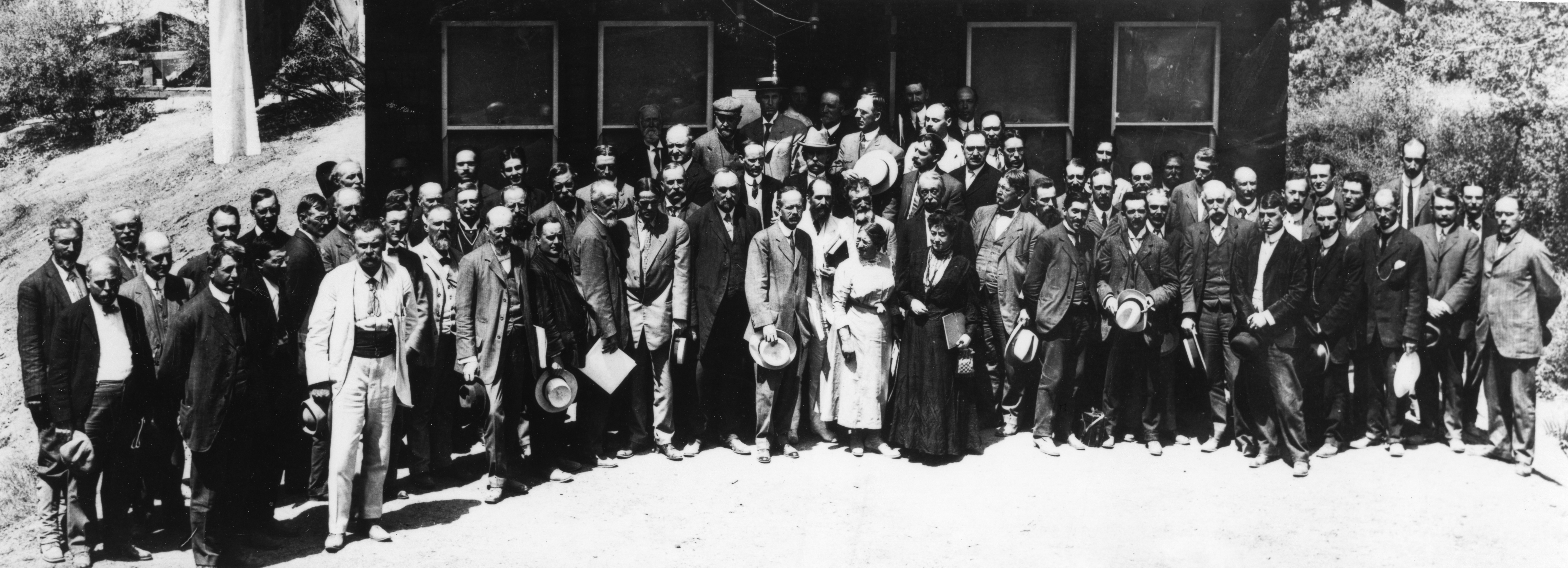
德朗達爾於1910年在威爾遜山天文台舉行的第四屆太陽研究合作國際聯盟會議上。

## 榮譽
獲獎
- 英國皇家天文學會金質獎章（1913）
- 亨利·德雷伯獎章（1913）[2]
- 朱爾·讓森獎（1920）
- 布魯斯獎（1921）
- 皇家學會院士[3]

命名
- 德朗達爾環形山
- 小行星11763

## 外部連結
- Biography by Joseph S. Tenn 的存檔，存档日期2016-03-03.
- Bruce Medal page
- Awarding of Bruce Medal: PASP 33 (1921) 71
- Awarding of RAS gold medal: MNRAS 73 (1913) 317

### 訃告
- MNRAS 109 (1949) 141
- Obs 68 (1948) 79 (one paragraph)
- PASP 60 (1948) 139 (one paragraph)